# Venlo
Venlo ([ˈvɛnloː] ()) je mesto in občina na jugovzhodu Nizozemske, blizu meje z Nemčijo. Nahaja se v provinci Limburg, približno 50 km vzhodno od mesta Eindhoven, 65 km severovzhodno od glavnega mesta province Maastricht in 45 km severozahodno od Düsseldorfa v Nemčiji. Občina Venlo je januarja 2019 štela 101.578 prebivalcev.

## Zgodovina

### Zgodnja zgodovina
V Venlu so našli rimske in keltske novce; domnevalo se je, da je šlo za naselje, znano kot Sablones na rimski cesti, ki je povezovala Maastricht s Xantenom, vendar malo dokazov o lokaciji Sablonesa govori proti tej misli, medtem ko ni dokazov v podporo. Blerick na zahodnem bregu je bil znan kot Blariacum.
Listine iz 9. stoletja omenjajo Venlo kot trgovsko postojanko; razvila se je v eno pomembnejših na območju Meuse - Rena, leta 1343 je dobila mestne pravice, leta 1375 pa je postala članica Hanzeatske lige.
Zaradi strateškega pomena je bilo mesto Venlo večkrat oblegano. Najpomembnejše obleganje je bilo tisto iz leta 1702, ki ga je vodil Menno van Coehoorn. Posledično je bil Venlo s pogodbo iz leta 1713 vključen v Generaliteitslanden Združenih provinc . Po napoleonskih vojnah je postalo del Združenega kraljestva Nizozemske.
V letih 1839-1866 Venlo ni bil del Nemške zveze, popolnoma obdan z njenim ozemljem.

### Druga svetovna vojna
9. novembra 1939 je Sicherheitsdienst ugrabil dva agenta britanske obveščevalne službe v tem, kar je postalo znano kot incident Venlo. Incident so nacisti izkoristili, da bi Veliko Britanijo povezali z neuspelim atentatom Georga Elserja na Hitlerja dan prej v Bürgerbräukellerju in da bi upravičili svojo kasnejšo invazijo na Nizozemsko, nevtralno državo, 10. maja 1940.
Venlo je imel tako cestni kot železniški most čez Meuse (nizozemsko Maas). Mesto je bilo močno poškodovano zaradi bombnih napadov (13. oktober – 19. november 1944) na mostove ob koncu vojne. Zavezniške sile so 13-krat poskušale uničiti mostove, da bi prerezale nemške oskrbovalne linije in preprečile umik nemške vojske čez reko. Te niso uspele in umikajoče se nemške čete so bile tiste, ki so na koncu razstrelile mostove, da bi zaustavile napredovanje zaveznikov. Zavezniške sile so osvobodile Venlo z vzhoda, iz same Nemčije.
Zaradi teh napadov je bilo ubitih približno 300 ljudi. Racije so Venlo tudi stale velik del njegovih zgodovinskih zgradb. Nekatere stare zgradbe, kot sta mestna hiša ('Stadhuis') in hiša 'Römer', pa so vojno preživele relativno nepoškodovane.
Pred vojno je imel Venlo majhno judovsko skupnost. Leta 1930 je v Venlu živelo 86 Judov. V naslednjem desetletju je to število naraslo na približno 248, ker so se nemški Judje poskušali izogniti diskriminatornim zakonom in naraščajočemu sovraštvu v Nemčiji. 6 let po koncu holokavsta in prvem valu priseljevanja Judov v Izrael je v Venlu ostalo 32 Judov.

### Obdobje po drugi svetovni vojni
Do poznih devetdesetih let dvajsetega stoletja so nadloge, povezane z drogami, postale problem v središču Venla.  Nacionalni in občinski uradniki so sprožili pobude Q-4 Project in Tango, ki sta med drugimi ukrepi vključevali selitev največjih kavarn v mestu  na obrobje, kjer nadaljujejo s poslovanjem, medtem ko je bilo središče mesta osvobojeno motenj.
Leta 2001 sta se občini Belfeld in Tegelen združili v občino Venlo. Tegelen je bil prvotno del vojvodine Jülich pred stoletji, medtem ko ima Venlo preteklost v vojvodini Gelders. 1. januarja 2010 se je občina Arcen en Velden združila z občino Venlo.
Leta 2003 je Venlo prejel naziv "Najbolj zeleno mesto Evrope". Venlo je bil gostitelj Floriade 2012, največje vrtnarske razstave na svetu.
Leta 2013 je Venlo prejel prestižno nagrado 'Najboljše mestno središče Nizozemske'. Žirijo je presenetil z vsemi naložbami, ki so bile izvedene v zadnjih nekaj letih v bulvarju Maas, železniški postaji, predoru v središču in mostu Maas. 

## Kultura
- Gledališče "De Maaspoort"
- Limburški muzej in muzej umetnosti " Museum van Bommel van Dam "
- Muzej policije Venlo
- Pop prizorišče Grenswerk (prej Perron 55)
- Večji letni kulturni dogodki
  - Karneval imenovan "Vastelaovend" februarja/marca (šest tednov pred veliko nočjo)
  - Poletna praznovanja v parku, imenovana "Zomerparkfeest", so avgusta potekala v in okoli glavnega parka Venlo, štiridnevni podij za široko občinstvo, vključno z živo glasbo, filmom, plesom, umetnostjo itd.

## Izobraževanje
Venlo je mesto z več kot 100.000 prebivalci, ki ga oskrbuje veliko število šol na ravni osnovnega in srednjega izobraževanja. Poleg tega je Venlo visokošolsko središče v južni Nizozemski z več inštituti za visokošolsko izobraževanje.
Venlo gosti tri visokošolske ustanove:
- Univerza uporabnih znanosti Fontys (mednarodni kampus Venlo)
- Univerza uporabnih znanosti HAS (podružnica Venlo)
- Maastricht University Campus Venlo ( Univerzitetni kolidž Venlo pridružen Univerzi v Maastrichtu )

## Gospodarstvo in infrastruktura
Sedež multinacionalnega proizvajalca tiskarske opreme Océ, ki je danes del japonskega podjetja Canon, se nahaja v Venlu, prav tako sedež podjetja Cimpress .  V mestu Venlo se nahajata tudi evropski sedež enega največjih svetovnih podjetij za direktno prodajo Amway in ameriškega maloprodajnega podjetja Office Depot. Leta 2017 je tudi mednarodna spletna trgovina vidaXL preselila svoj sedež in skladišče v Venlo.
Greenport Venlo je eden od petih imenovanih zelenih pristanišč na Nizozemskem. Je druga največja koncentracija vrtnarstva na Nizozemskem. Gledano v povezavi s sosednjo nemško regijo Niederrhein (Spodnji Ren), je Greenport Venlo celo največji v Evropi. Območje Greenport Venlo in kmetijsko poslovno območje "Spodnje Porenje" v Nemčiji skupaj tvorita regijo, kjer živi več kot 30 milijonov ljudi. Ta regija je edinstveno in pomembno mednarodno omrežje podjetij, raziskav, univerz in politike. Sodelovanje se vrti okoli spodbujanja inovativnosti, ustvarjanja privlačnega delovnega in življenjskega okolja ter celovitega regionalnega razvoja. Omrežje ponuja široke možnosti in prihodnje možnosti za analizo, uporabo in nadaljnji razvoj »zelenega trga«, torej trgov s hrano, svežimi izdelki in logistiko. Cilj je zagotoviti spodbudo za gospodarstvo regije Severni Limburg. 

## Pomembni prebivalci

### Javno mišljenje in javna služba
- Gertruid Bolwater (umrla 1511), legendarna nizozemska folklorna junakinja, branilka Venla
- Erycius Puteanus (1574–1646), humanist in filolog [12]
- Henri Alexis Brialmont (1821–1903), na Nizozemskem rojeni belgijski vojaški inženir
- Willem Hubert Nolens (1860–1931), politik in rimskokatoliški duhovnik
- Charles van Rooy (1912–1996), politik, župan mesta Venlo 1952–1957
- Teun van Dijck (rojen 1963), politik in saksofonist, restavrator in javni uslužbenec
- Geert Wilders (rojen 1963), politik, poslanec od 1998, vodja PVV
- Jolande Sap (rojena 1963), političarka in nekdanja vzgojiteljica ter državna uslužbenka

### Umetnost
- Hubert Goltzius (1526–1583), renesančni slikar, graver in tiskar
- Gerrit Gerritsz Cuyp (ok. 1565–1644), nizozemski slikar in steklarski mojster zlate dobe
- Jan van Cleve (III.) (1646–1716), flamski slikar oltarjev in alegoričnih prizorov
- Josephus Andreas Fodor (1751–1828), violinist in skladatelj klasične dobe
- Carel Anton Fodor (1768–1846), pianist, dirigent in skladatelj

### Znanost in posel
- Cor Herkströter (rojen 1937), nekdanji predsednik Royal Dutch Shell in skupine ING